# Tripogandra palmeri
Tripogandra palmeri är en himmelsblomsväxtart som först beskrevs av Joseph Nelson Rose, och fick sitt nu gällande namn av Robert Everard Woodson. Tripogandra palmeri ingår i släktet Tripogandra och familjen himmelsblomsväxter. Inga underarter finns listade.